# Сайнфелд, Джон
Джон Сайнфелд (John H. Seinfeld; род. 3 августа 1942, Элмайра, Нью-Йорк) — американский учёный, специалист в области химической инженерии, атмосферной химии и физики, аэрозолей.
Доктор философии (1967), профессор Калтеха, где преподаёт с 1967 года, член Национальных Академии наук (2013) и Инженерной академии (1982) США.
Лауреат Fuchs Memorial Award (1998), Aurel Stodola Medal (2008) и премии Тайлера (2012). Высокоцитируемый учёный согласно Thomson Reuters. Уже в начале своей научной карьеры выделился в сфере математического моделирования атмосферных явлений городского и регионального масштабов.
Вырос в Нью-Йорке.
Окончил Рочестерский университет (бакалавр химической инженерии, 1964), спустя годы удостоился его Distinguished Alumnus Award (1989). В 1967 году получил степень доктора философии по химической инженерии в Принстоне. С того же 1967 года в Калтехе: ассистент-, с 1970 года ассоциированный, с 1974 года полный профессор, именной (Nohl Professor) с 1979 года; в 1990—2000 гг. возглавлял дивизион инженерных и прикладных наук.
В настоящее время именной профессор (Louis E. Nohl Professor), а также профессор химической инженерии Калтеха.
Фелло Американской академии искусств и наук (1991), American Institute of Chemical Engineers (1995), Американской ассоциации содействия развитию науки (1999) и Американского геофизического союза (2004), Japan Society for the Promotion of Science (1986).
Отмечен Special Creativity Award от National Science Foundation (1988), ACS Award for Creative Advances in Environmental Science and Technology (1993), медалью Невады (2001) и др. отличиями.
Почётный доктор нескольких университетов.